# 適性検査
適性検査（てきせいけんさ）とは、職業・学業などにおける特定の活動にどれほど適した素質をもっているかを判定するための検査。

## 概説
職業適性検査・進学適性検査・音楽適性検査等が上げられる。具体的には知能検査、学力検査、性格検査、運動能力検査等の要素を組み合わせることによって就学、就業など特定目的に対する適性能力を調べる検査である。

## 採用活動での適性検査の役割
- 日本では、雇用や人事異動において適性検査が行われることがある。採用活動の場合、多くの求職者のエントリーシートや履歴書の内容を把握し、面接を行う事は困難であることがあり、その場合に第一次審査として適性検査が用いられる。日本の採用活動で広く使われているものとしてはリクルートのSPI2 (SPI) や日本エス・エイチ・エルのGAB等がある。
- 日本では約9割の就活生が適性検査を受検している。
- 検査の内容は業種により様々である。一般的には言語（国語）・計数（数学）・一般常識（社会・理科・時事経済・英語）等の「能力検査」と「性格検査」に分類される。
- 「能力検査」では、その人の知的能力を問う検査で、言語力や計算力といった基礎学力のほか、論理的思考力や一般常識などがどれくらい身に付いているかを測定する。
- 「性格検査」はその人のパーソナリティの部分を把握するための検査。性格の良し悪しではなく、資質や価値観、ストレス耐性などの性格的な特徴や行動特性を測定する。
- 企業が一般能力・常識試験や性格検査をする理由としては、面接のみでは性格を測ることが困難であること、学力低下を踏まえ一般常識や計数・言語能力を測るためということがある。
- 遠隔地の求職者の便宜を図るためにインターネットを利用した適性検査が2002年頃から増加した。例としては日本エス・エイチ・エルやリクルート等が挙げられる。この形式の適性検査では、IDとパスワードを別の人物が使用するいわゆる「替え玉受験」が行われたことが判明した。そのため、リクルートの関連会社であるリクルートマネージメントソリューションズが日本の各地にテストセンターを開設し、受検者の身分証明書を確認する形式を採り入れた筆記試験・適性検査を実施することとなった。

## 採用活動での適性検査の種類

### ペーパーテスト
- エン・ジャパン - 3E-IP・3E-i・3E-p
- エージーピー - CUBIC
- ダイヤモンド社 - DPI・DSI・DIST・DII・DBIT・DATA等
- ディスコ - HARVERD21
- 日本・精神技術研究所 - 内田クレペリン精神検査
- 日本エス・エイチ・エル - GAB・IMAGES・CAB・OPQ・GFT・SAB・OAB等
- 日本能率協会マネジメントセンター - V-CAT
- 日本文化科学社 - TAP21
- ヒューマネージ - A8・G9・W8・C3等
- ヒューマンキャピタル研究所 - HCi-ab・HCi-AS
- NOMA総研 - SCOA・Dict・TAPOC・VERAC
- リクルート - SPI2・グローバルSPI2・ENG
- トランジション - 不適性検査スカウター
- アドバンテッジリスクマネジメント - アドバンテッジインサイト・CHEQ

### Webテスト
- イー・ファルコン - 適性検査eF-1G（エフワンジー）
- エン・ジャパン - 3E-IP・3E-i・3E-p
- エージーピー - CUBIC
- 日本エス・エイチ・エル - WebGAB・WebCAB・WebOPQ・玉手箱シリーズ等
- 日本文化科学社 - TAP21
- ヒューマネージ - TG-WEB
- ミライセルフ - mitsucari適性検査
- リクルート - SPI3
- トランジション - 不適性検査スカウター
- シンカ - tanΘ
- 株式会社コムネットシステム - テクノぷしけ

## 国公立中高一貫校の入学者選抜における適性検査
文部科学省の指導により、公立中高一貫校の入学者選抜においては学力検査（試験）を実施してはならないと定められているため、公立中高一貫校の多くでは一般の入学試験に変わるものとして「適性検査」が実施されている。そのため、受験ではなく受検と表記される。
「中高一貫教育校が受験準備に偏した教育を行う、いわゆる『受験エリート校』になったり、受験競争の低年齢化が生じるようなことは、教育改革に逆行するものであり、あってはならないこと」という考え方に基づくためである。
実施形式としてはいわゆるペーパーテスト方式であり、学力検査（試験）という名目を回避しながらも事実上入学志望者の学力を比較するものとの見方もある。近年の公立中高一貫校の人気の高まり（主に大都市圏）により、公立中高一貫校専門の受検対策講座を実施する学習塾も増加している。
合格した児童の保護者の証言によると、公立中高一貫校の適性検査は家庭の生活の仕方全てが問われるという。「子どもに問いかけて調べるきっかけをつくる」『家族全員で毎日「読書タイム」をつくってみる』「親子の交換日記や手紙を書く習慣をつける」といった事例が挙げられている。

### 国公立中高一貫校の適性検査での出題特徴
- 特定の値を解とする計算問題は出題されない[1]。
- 最終的な解よりも、解にいたる思考のプロセスが問われる傾向が顕著である[1]。
- 正解が一つに限られない問題がしばしば出題される。
- 身の回りの現象への視点を問う問題が出題される[1]。
- ある問題を考えるのに必要な知識・情報は原則としてグラフといった資料として提示される[1]。
- 直接的に知識の有無を問う問題（暗記問題）は出題されない。
- 作文や面接では知識よりも、考え方や表現力を重視する[1]。